# Boina

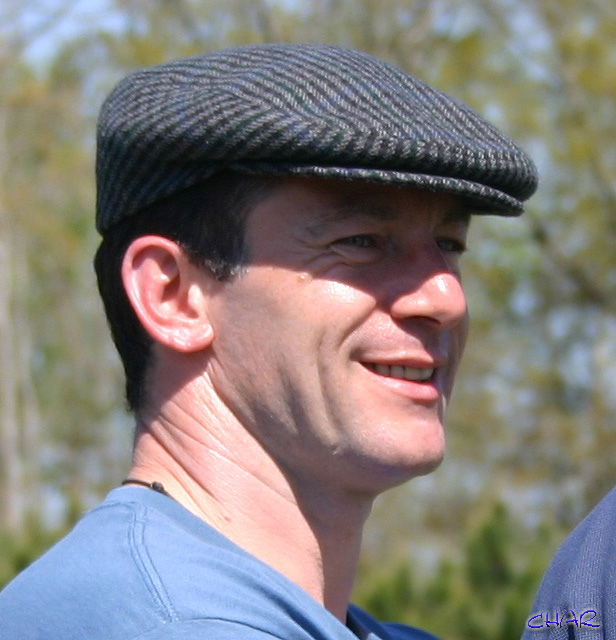
Boina Inglesa Flat Cap

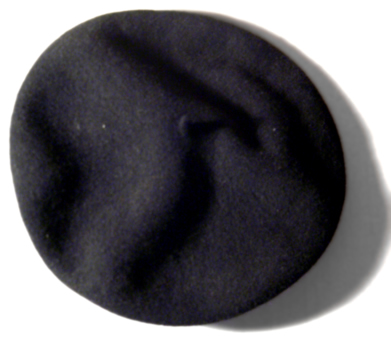
Boina típica de la península ibérica.

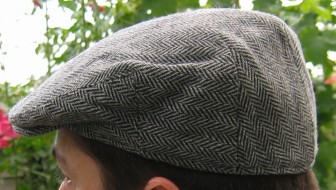
Boina Flat Cap

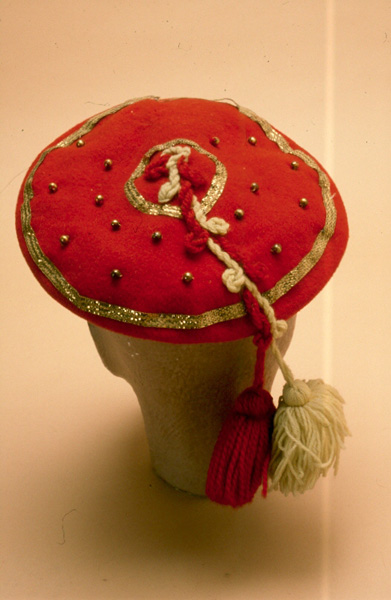
Chapela roja de lana con pasamanería, parte del traje de dantzaris de Valcarlos. Museo del Traje.

Boina (del euskera boina, y este quizá del latín tardío abonnis 'bonete'), también llamada boína  en algunos países y regiones, es una prenda de abrigo para la cabeza en el conjunto de las gorras sin visera, ni ala u orejeras. De tamaño reducido, cubre el cuero cabelludo, creando una pequeña cámara de unos dos centímetros entre su superficie interior y el cuero cabelludo. Se ciñe al cráneo por su borde ribeteado, o bien gracias a una "banda derecha semirrígida".
Tradicionalmente asociada a la vestimenta popular de algunas regiones europeas (en especial en Francia y gran parte de España), complemento oficial en el traje típico de las Tierras Altas de Escocia, y tocado frecuente en la indumentaria militar, la boina, como tocado masculino, con o sin borla de adorno, ha generado una amplia tradición cultural. Asimismo, pero en un contexto concreto, la boina quedó asociada a lo largo del siglo xx a la bohemia artística francesa, en especial la parisina y más tarde a la estética existencialista. También puede mencionarse su protagonismo en la iconografía del Che Guevara, como "icono de la postmodernidad".

## Estilos de boina

### Boina francesa
En Francia, la boina es de origen antiguo, habiendo diversas clases de boinas como por ejemplo las boinas de los Commandos Marine, de color verde (cuyos integrantes son apodados Bérets Verts, es decir, los boinas verdes), las boinas de los faluches, de color negro, y las boinas que usa la Legión extranjera, de color verde, entre otras.

### Boina vasca
El País Vasco comparte con Francia el posible origen de la boina, especialmente como se conoce en la actualidad. 

### Boina escocesa
Hay varias variantes escocesas de la boina, en particular el gorro escocés o Blue bonnet (originalmente bonaid en gaélico), cuya escarapela de cinta y plumas identifican el clan y el rango del usuario. Otros tipos escoceses incluyen el tam-o'-shanter (llamado así por un personaje de Robert Burns en uno de sus poemas) y la gorra Kilmarnock a rayas, ambas con un gran pompón en el centro.

### Boina española
En España, la boina suele ser de forma circular y colores lisos (rojo, negro, azul oscuro...). El vuelo y color de la boina pueden variar según la región.

### Boina inglesa
Es una boina estrecha y bastante plana, al estilo Flat Cap

### Boina pico de pato "Duckbill"
Parecida a la Boina Inglesa o Flat Cap, pero más redondeada, siguiendo el contorno de la cabeza

## Historia

Rembrandt Harmenszoon van Rijn en su Autorretrato de 1659 (también conocido como Autorretrato con la boina y el cuello levantado). Galería Nacional de Arte.

Boucher, en su Historia del traje en Occidente, menciona "una especie de boina de rayas" como tocado de una estatuilla cretense de terracota representando una figura femenina con "falda ceñida a la cintura y mucho vuelo". El mismo autor comenta después un retrato anónimo de la duquesa de Durás hacia 1823, describiendo un tipo de turbante similar a la boina alta escocesa. Se anota asimismo en el glosario de este manual, su posible relación con el birrete de la Edad Media y cómo, sin embargo, cuando este tipo de tocado se pone de moda durante el periodo romántico, se remite su origen al tocado tradicional bearnés, a pesar de tener poco en común. Finalmente, Boucher y sus colaboradores la relacionan con la boina marinera y la denominación de "gorra". 

### En las tradiciones francesas
En la tradición cultural, la boina forma parte de la indumentaria típica del francés. Según este estereotipo de alcance mundial, es característico del francés desplazarse con una boina, un pañuelo o bufanda en el cuello, una camiseta marinera con rayas horizontales azules y blancas, una copa o botella con vino y pan baguette (uno o varios).
Aunque la boina se suele asociar con todas las regiones de Francia, es especialmente identitaria en el sudoeste francés.

### En las tradiciones vascas
En el País Vasco y Navarra, la boina, como prenda de larga tradición en una cultura tradicionalista, se utiliza como distinción de campeón en competiciones y eventos culturales, recibiendo el ganador el título de txapeldun (derivado de txapela, "sombrero" y -dun, "el poseedor de algo").
Igualmente es una prenda que se utiliza en eventos culturales y sociales, como bodas y celebraciones comunitarias.

### Boinas escocesas
Existen diversos tipos o variantes de la popular boina escocesa. La más antigua es quizá el bluebonnet (bonaid en gaélico), cuya escarapela y plumas identifican el clan y la posición del usuario, considerándose parte del traje nacional escocés y símbolo patriótico. Otros modelos tradicionales son: la boina shanter (cantada en un poema de Robert Burns) y el kilmarnock, con su típico gran pompón o borla encarnada en el centro de su parte superior.

### Boinas gallegas
En Galicia la boina o pucha se popularizó en los años treinta del siglo XX (aunque fue la marquesa gallega Xacoba de Cisneros de Castro e de Puga quien les dio la boina roja a los carlistas como uniforme) desplazando los sombreros de alas, de paja y algunas "monteiras" que sobrevivieron hasta los años 20. En los años 60 del mismo siglo, la juventud las abandonó, pasando este pucho a ser un símbolo de los más ancianos;  de hecho muchas personas que no llevaban boina en la juventud, comenzaron a usarla cuando maduraron y en la vejez, tanto en la ciudad como en el ámbito rural. En las estampas satíricas de Castelao son los niños y jóvenes los que llevan boina, mientras que los mayores llevan sombrero de alas. El personaje d'O Carrabouxo lleva boina negra de tal forma que asemeja parte de su cráneo. En los años 90 del siglo XX, la terminología política del país contribuyó a diseccionar al PP de Galicia en dos facciones, los del birrete (neocons españolistas) y los de la boina (nacionalistas gallegos); el sector llamado de la "boina" recibe este nombre debido a que domina los sectores rurales.

### En las guerras carlistas
En las guerras carlistas, los diferentes colores indicaban el grado militar: los oficiales las llevaban rojas, los soldados de infantería de color azul y los de caballería blancas; tenían además un botón de metal de adorno en el centro sujetando una borla larga que colgaba en el conjunto de su perímetro. Su uso y simbolismo fue recuperado y continuado por los requetés durante la guerra civil española.

## Fabricación
Antiguamente se hacían a mano y de una sola pieza como las medias, después se fabricaron con telares circulares de los empleados para fabricar género de punto y más tarde mecánicamente con telares rectilíneos para dicho género, pero en varias piezas en forma de sectores circulares que con máquinas especiales se cosen formando una sola pieza. La boina al salir del telar es mucho mayor que después de acabada, reduciéndose por la contracción que produce el fieltrado. Este se verifica en un batán usual, trabajándose una porción de boinas a la vez, por lo que salen algo diferentes de medida y esto obligará a una clasificación posterior. Se fabrican de varios colores, pero los más generales son negro y azul (este en dos tonos diferentes). Las hay también fabricadas con dos hilos, uno de ellos de fibra larga, como el estambre, y que luego por la acción del perchado dejan la copa suave y "avellutada". 
Algunas boinas se bordan con máquina de coser, con punto de cadenilla y con hilos de varios colores sobre fondo blanco o de color claro, con lo que el perchado deja la copa de la boina como si hubiera sido estampada con dibujos de color sobre el fondo de la misma. Estas últimas suelen producirse como artículos de fantasía para niños.